# 한국의 유교
한국의 유교(韓國 儒敎)란 역사적으로 한국에서 받아들여지고 발전한 유교의 형태를 가리키며, 조선시대 들어서는 나름의 독자적인 사상체계로 발전하고 자리잡아 가게 된 것을 말한다. 유교가 한국에 전래된 연대는 기록이 없어 확실하지 않으나 한자가 전래된 시기에 더불어 자연스럽게 전파되었을 것으로 추정되며 삼국시대 때, 당(唐)나라의 학제인 국학(國學)을 받아들인 때를 그 기원으로 삼는다.
조선 시대에 융성했던 주자학은 고려말 유학자 안향(安珦)에 의해 1289년 고려 충렬왕 15년에 최초로 전래된후 연구, 보급되었다. 한국 유교는 고대 중국에서 발원한 유가 사상이 한반도에 전해진 후 한국 토양에서 받아들여지고, 발전 및 변화를 거치며 형성된 독특한 문화 및 철학 체계이다. 이 사상은 삼국시대부터 점차 한국 사회에 뿌리를 내리기 시작했고, 고려와 특히 조선시대에는 공식 이념 및 사회 윤리의 핵심으로 자리 잡았다. 한국 유교는 예절, 효도, 충성 그리고 인간과 자연의 조화를 강조하며, 조선반도의 정치 체계, 사회 구조, 교육 방식 및 일상 생활 습관에 깊은 영향을 미쳤다. 오늘날 한국 사회가 현대화 및 세계화의 과정에서 여러 방면으로 변화를 겪고 있음에도 불구하고, 유교 사상은 여전히 한국인의 가치관과 행동 양식에 영향을 미치고 있다.

## 역사

### 유교의 전래
동아시아의 사상의 흐름은 크게 유교와 불교 그리고 도교인데, 한국은 이러한 세 가지 사상적 요소를 모두 흡수·구비하여 발전시켜 왔다. 그 가운데서도 중국과는 지역적으로 인접한 까닭에 고대로부터 유교사상이 한국에 들어와 민족정신 형성에 중요한 역할을 하였다. 유교는 중국을 발상지로 하고 그것이 여러 나라로 전해진 것으로 되어 있다. 삼국시대 이전의 한국사상에 대하여는 문헌 부족으로 자세히 알 수 없으나 한자 더불어 전래되었다고 추정되며 삼국시대 때, 당(唐)나라의 학제인 국학(國學)을 받아들인 때를 그 기원으로 삼는다. 당시의 유교는 유능한 관리를 양성하는 데 목적이 있었고, 부차적으로는 지도계급으로 하여금 경사(經史)에 통하게 하고 사부(詞賦)와 문장을 능하게 하는 데 목적이 있었다.

### 삼국시대
고구려는 372년(소수림왕 2년)에 태학(太學)을 세워 제자를 교육하였고, 또한 지방 곳곳에 경당을 두어 청년들에게 유교 경전(經典)과 궁술(弓術)을 연마시켰다. 이것은 유교의 경전과 6예(六藝)로써 국민교육을 실시하였음을 의미한다. 백제도 거의 같은 시기인 근초고왕 때 박사 왕인(王仁)이 일본으로 《논어》(論語)와 《천자문》(千字文)을 전수하였다는 사실로 보아 유교 경전을 연구하는 기관이 설치되고, 유학사상이 널리 보급되었음을 미루어 생각할 수 있다.
신라의 국학(國學) 설립은 682년(신문왕 2년) 으로서 교과내용이 오경(五經)으로 되어 있으며, 논어·효경(孝經)을 필수로 하였던 것이다. 또한 설총은 이두로써 구경(九經)을 설명하였다. 이미 진흥왕 때 화랑 제도를 창설함에 있어서 “효제충신은 나라 다스림의 대요(敎之以 孝悌忠信 亦理國之大要也)”라고 하여 유교 이념을 근본으로 했던 것이며, 화랑들이 연마한 것은 임신서기석(壬申誓記石)에서 볼 수 있듯이 유교경전이었던 것이다. 또한 진흥왕 순수비 속에 나오는 “몸을 닦아 백성을 편안케 한다(修己以安百姓)”란 논어의 구절이나, '충신정성(忠臣精誠)'·'위국진절(爲國盡節)' 등의 용어가 나오는 것은 치국의 이념으로서 유교사상이 기초가 되고 있었음을 보여 주는 것이다.
이와 같이 유교 사상은 이미 삼국시대에 오경사상(五經思想)을 중심으로 하여 정치이념이 되었으며, 국민을 교육하는 원리가 되었음을 알 수 있다. 원래 유교에서는 효(孝)의 관념을 중시하거니와 삼국시대에 있어서 국가의 체제가 정비되어 감에 따라 그 기반을 확고히 할 뿐 아니라, 국력을 신장하고 국가를 수호한다는 필요성에 의하여 효(孝於家)와 더불어 충(忠於國)의 의미가 더욱 강조되었다. 충과 효는 삼국시대로부터 내려온 한국 유교의 보편적 정신이라고 할 수 있다.
또한 당시 유학의 목표는 첫째로 경전과 역사서에 통달하여 정치나 법률의 제도를 잘 알며, 또 그것을 운용할 만한 관리가 되는 것이며, 둘째는 사부(詞賦)와 문장을 능하게 하는 일이었다. 따라서 그때의 유교는 안에서 구하는 것이 아니고 밖에서 구하였으며, 목적을 위한 것이 아니고 수단을 위한 것이었다.
삼국시대의 대표적 유가로는 신라의 설총·최치원 등인데, 설총은 방언(方言)으로서 구경(九經)을 해석하여 뒷사람을 가르쳤으며, 최치원은 12세 때 당나라에 유학하여 과거에 급제하였고, 황소가 반란을 일으키자 고변(高騎)의 종사관이 되어 〈토황소격(討黃巢檄)〉을 지어 천하에 문명을 떨쳤다. 고려 태조 왕건(王建)이 건국 후 불교를 숭상하자 유학은 점점 쇠미하더니 제6대 성종에 이르러 국자감(國子監)을 설치, 경학박사(經學博士)를 두고 유학을 장려하였으나 사류(士類)는 모두 시부공령(詩賦功令)의 업에 힘쓸 뿐, 경학에 종사하는 자는 심히 적었다.

### 고려 시대
신라 말기의 어지러운 난국을 타개하고 통일국가를 형성한 고려 태조 왕건(王建)은 국가의 창업이 불력(佛力)과 삼한산천(三韓山川)의 도움으로 된 것이라 하여 불교를 장려하고 토속적인 신앙과 도교적인 풍수설을 숭신하였다. 그러나 실제적인 통치이념에서는 태조십훈요의 끝부분에 보이는 바와 같이 유교사상에서 구하였던 것이다. 경사(經史)를 널리 보고, 후대의 왕들에게 어진 정치를 베풀 것을 유언으로 남겼다. 서경(西京)에 학교를 세운 것도 유교를 이념으로 인재를 교육한 것이라 할 수 있다.
제6대 성종 때에 이르러서는 국자감(國子監)을 세우고 경학박사를 두었으며, 최승로의 진언에 따라 국정을 쇄신하였다. 제4대 광종 때부터는 과거를 시행함으로써 글을 숭상하는 풍습이 일어났으나, 사장시부(詞章詩賦)에 관한 제술(製述, 시나 글을 짓는 일)을 명경(明經, 경서의 대목을 외는 일)보다 치중함으로써 경학의 연구는 미약한 상태였다. 그 후 11대 문종 때에는 최충의 구재(九齋)를 비롯한 사립 학교가 성행하여 이른바 십이도(十二徒)가 일어나고, 경사(經史)를 중심으로 연구하는 학풍이 생겼다. 그러나 최충 이후 200여 년간 유교는 부진한 상태였고, 대부분이 시부(詩賦)를 위주로 한 문장학에만 치중하였다. 당시에는 유가(儒家)라 해도 순수하게 유학만 연구한 것이 아니라, 중국에 있어서 당나라 시대의 경향과 같이 유·불도가 혼합된 상태였다. 그리하여 고려말에 이르러, 건국 이래 겪어온 혼란과 문화적인 침체를 타개할 수 있는 새로운 개혁이 요청되었고, 이에 부응하여 일어난 것이 곧 유교의 혁신 운동이다. 1289년 (충렬왕 15) 때에 안향(安珦)이 충렬왕을 따라 대도에 들어가 《주자전서(朱子全書)》를 입수하고 돌아온 후 정부에 건의하여 국학을 세우게 하고 문묘(文廟)를 중수하게 하는 등 유학 부흥에 큰 공적을 남겼다.
성리학이란 중국에서 한·당(漢唐)의 도불시대(道佛時代)를 거쳐 그것에 대항하여 새롭게 조직·편성된 유학의 이론 체계였다. 당시로서는 새롭고 합리적이며, 강한 자주정신을 가진 성리학은 새로운 기풍을 일으키게 되었다. 안향(安珦)의 문묘개수(文廟改修)와 주자서(朱子書) 최초로 도입하였고 후진의 교육이 발흥하여 성균관을 중심으로 백이정·우탁(禹倬)·권부(權簿)와 같은 유학자를 내었는데, 백이정은 이 정주학을 연구하고, 우탁은 이때 들어온 정주(程朱)의 역전(易傳)을 연구하여 고려에서 처음으로 역리(易理)의 학문을 전파하였으며, 권부는 《주자전서》의 간행을 건의하는 등 모두 정주학 진흥에 공로가 컸다. 안향의 학문은 이제현·이색에 이어 정몽주·정도전·권근(權近)과 같은 사류(士類)를 배출하였다. 그 중 정몽주는 성리학에 정통할 뿐만 아니라 도덕과 경륜에서도 일가를 이루어 고려왕조의 마지막을 장식하는 충신으로 “동방 이학(理學)의 시조”라 불린다. 그러나 현재 《포은집(圃隱集)》에는 약간의 시문(詩文)뿐 유학에 관한 기록이 남아 있지 않다. 한편 이색의 제자인 이숭인도 정몽주와 함께 태학 교수로서 유학이 흥하고 번성하도록 힘을 기울였으나 그는 유학자라기보다는 도리어 문학자 특히 시인으로 유명했다.
성리학은 인간의 본성과 존재의 원리를 탐구하는 심오한 학문으로서, 종래의 불교사상이나 도가사상(道家思想)에서 추구하였던 형이상학적 요구를 대신할 수 있는 것이었다. 또한 주자학(朱子學)은 외적으로 사회적 제도와 규범의 원리가 되는 것으로서 일종의 비판철학이며, 역사철학의 구실을 하였다.

### 조선 시대
조선의 유교는 철학이 중심이었고 그 철학은 하나의 학문으로서만이 아니라 실제 행동으로 민중을 움직이기도 하는 특성을 보인다. 국정의 부패를 규탄하는 유생들의 상소라든가 국권이 침해되었을 때 항거하는 의로운 행동을 보여줌은 한국 유교사(儒敎史)의 면목이기도 한다．

#### 전기
공민왕 이후로는 신진 사류들에 의하여 원(元)의 정치적 억압에서 벗어나 자주성을 확보하려는 의도에서 배원친명(排元親明)사상이 주창되고, 불교가 세속화하고 이익의 근원으로 삼는 것에 대한 강력한 배척운동이 일어났다. 토지제도의 문란으로 인한 경제적 파탄은 사전(私田, 개인 소유의 논밭)의 철폐라는 혁명적 조처를 단행케 하였다. 사회적으로는 친족혼을 폐지하고, 상례와 제례에 있어서 주자가례에 의한 유교의식을 따르도록 하는 등 일련의 개혁운동이 일어났다. 그리하여 통치이념을 유교에 두는 새로운 왕조의 성립을 보게 되었다. 정도전(鄭道傳)은 《불씨잡변(佛氏雜辨)》등에서 배불론을 펴서 고려의 국가 이념인 불교를 비판하고, 유교를 조선의 국가 이념으로 확립하였다.
이때 조선 초기로 넘어서면서 특히 경세(經世, 세상을 다스림)의 견식(見識, 견문과 학식)과 정치의 수완을 겸비한 정도전은 조선 유교의 기초를 확립한 유학자로 《불씨잡변(佛氏雜辨)》, 《심기리편(心氣理篇)》 등의 글을 발표하여 유학의 입장에서 불교가 종교 및 도덕상으로 배척되지 않으면 안 될 까닭을 규명하는 동시에 유교의 진흥이야말로 국가 백년 대계의 지상 이념임을 역설했다.
정도전과 함께 조선 문교의 터를 개척한 권근(權近)도 또한 유학에 연구가 깊었으니 그의 유학상의 저술로서는 사서(四書)와 오경(五經)의 구결(口訣) 및 《오경천견록(五經淺見錄)》, 《입학도설(入學圖說)》 등이 있고, 외에 정도전의 저술인 《심기리편》에 주(註)를 단 것이 있다.
정몽주의 뒤에 길재(吉再)는 고려말에 과거에 급제하였다가 왕조가 바뀌자 사직하고 고향에 돌아가 절개를 지키며 후진 양성에 전력하니, 그 문인에 김숙자(金淑滋)와 그 아들 김종직(金宗直)이 나와 사림파의 정통(正統)을 만들었다.

#### 사림파 대두
정도전과 이성계의 쿠데타로 조선이 건국된 이후, 이방원이 또 쿠데타로 태종이 되었다. 이후 쿠데타는 하나의 풍조가 되어, 수양대군이 어린 조카 단종을 몰아내고 세조가 되었다. 이들 세력이 바로 훈구파이다. 훈구파의 잦은 쿠데타는 유가의 '충효' 이념과 정면으로 반대되는 것이었다. 이에 유교 이념에 철저한 일군의 양심적 학자들이 나와서 훈구파의 반역을 비난했다. 이들이 바로 사림파이다. 사림파는 성종 때 등용된 김종직으로부터 시작한다.
김종직의 문하에 김굉필(金宏弼)·정여창(鄭汝昌)이 유명하였는데, 무오사화(戊午士禍) 때 훈구파는 김종직을 부관참시한 것을 비롯하여, 김굉필과 정여창 등 그 문인들을 탄압했다. 갑자사화에 사림파는 또 다시 화를 입었다  김굉필의 문인에 김안국(金安國)·김정국(金正國)·이장곤(李長坤)·조광조(趙光祖) 등이 있었다. 연산군의 폭정을 뒤엎은 쿠데타로 즉위한 중종은 연산군의 방탕을 반성한 도덕 정치를 했다. 이에 중종은 성리학의 도덕적 원칙주의에 충실한 조광조를 기옹했다. 그는 중종(中宗)의 지지를 뒷받침으로 하여 지치(至治)주의와 왕도정치를 서둘렀다. 현량과의 설치 및 위훈 삭제에 극도의 위기감을 느낀 훈구파 홍경주 남곤(南袞)·심정(沈貞) 등이 반격을 가했다. 이에 중종이 조광조를 유배 보냈다가 사약을 내려 죽였다. 이것이 기묘사화(己卯士禍)이다.
기묘사화 이후로 사림파의 사류(士類)는 정계 진출을 단념하고 산림에 돌아와 학문에 전심하고 제자를 키워서 뒷날을 기약하는 풍조가 일어났다. 학문의 경향도 성리학적 사색과 이론의 방면으로 일변, 서경덕(徐敬德)·이언적(李彦迪) 등을 배출하였지만. 이언적은 을사사화 때 몰락하였다. 서경덕은 일생을 벼슬하지 않고 학문 연구와 사색으로만 보내면서, 자연 세계를 기 하나로 설명하는 기 일원론(氣 一元論)적 철학을 세웠다. 그의 기 중심(主氣)의 학설은 뒤에 이이(李珥)의 주기론에 큰 영향을 주었다. 이언적은 다년간 벼슬길에 나아가서 제자가 많지 않았다. 그의 리 중심(主理)의 학설을 이황(李滉)이 지지했다. 서경덕·이언적의 뒤를 이어 선조시대에는 많은 유학자가 배출되고, 리기 심성(理氣 心性)의 신유학(宋學)이 크게 일어나 조선 유학의 전성 시대를 이루었다. 그 중에도 이황과 이이가 가장 뛰어나 한국 유학사상의 대표적인 유학자로서 간주된다. 영남 사림은 이황을 동방의 주부자(朱夫子)라 하고, 경기 및 충청(畿湖) 지역 사림은 이이를 동방의 성인(聖人)이라 한다. 이황은 경상도, 이이는 경기 충청 지역의 맹주가 되었으며, 동인과 서인의 분당은 이 두 학파의 대립의 연장선 위에 있다.

#### 이황의 성리학(性理學)과 이이의 심기학(心氣學)의 정립
잇따른 사화로 탄압을 받은 사림파는 고향에 은거해서 학문을 세우고 제자를 키워서 후일을 도모하는 전략으로 나갔다. 이 전략의 대표적인 인물이 안동의 이황과 진주의 조식이었다. 기대승은 서울 사람으로 전남 담양으로 갔다.
☆ 이황은 성리학(性理學)을 깊이 연구하고 그 이론을 완전히 이해한 첫 번째 세대의 학자였다. 저서에는 《퇴계집(退溪集)》과 《성학10도》《주자서 절요(朱子書 節要)》 등이 있다. 그의 성리학 이론이 가장 잘 드러난 것은 고봉 기대승(寄大升)과 벌인 사칠(四七) 논쟁이다. 그들이 주고받은 편지는 퇴계집 및 고봉집에 실려 있다.
☆ 사단(四端惻隱 羞惡 辭讓 是非)은 도덕적 감정 욕망이고, 칠정(七情; 喜怒哀懼 愛惡欲)은 육체적 감정 욕망이다. 이 두 종류의 감정 욕망이 마음에서 일어나는 것에 대해서, 이황은 리와 기 - 두 갈래의 근원이 있다 하고, 기대승은 기氣 하나의 근원에서 나온다 한다. 이황은 리기 이원론이고 기대승은 기 일원론이다.
☆ 이황에 따르면, 도덕적 감정 욕망인 사단은 마음의 리(理)에서 발(發)하고, 육체적 감정 욕망인 칠정은 기(氣)에서 발(發)한다. 기대승은 이에 반대하여 사단이던 칠정이던, 도덕적이던 육체적이던 간에 감정 욕망은 모두 마음의 기氣에서 발한다 했다. 이황은 리발(理發)과 기발(氣發) 모두가 발한다는 호발(互發)론자이다. 기대승은 이에 반대하여 일원론을 주장한다. - 사단은 칠정 중에 중절(中節)한 것일 뿐, 사단이 칠정과 질적으로 다른 것이 아니다.
☆ 이황의 제자로 서애 유성룡(柳成龍)· 학봉 김성일(金誠一)· 한강 정구(鄭逑)·이덕홍(李德弘) 등이 유명하며, 한강 정구를 이은 사람이 미수 허목(許穆)이다.
--
☆ 또한 당시에 경남의 남명 조식(曹植), 전라도의 일재 이항(李恒)과 하서 김인후(金麟厚) 등이 유명했다. 조식은 경(敬)과 의(義)를 주장했다. 마음에 경건함(敬)과 의로움(義)을 키우면, 당당한 사나이 대장부가 될 수 있다. 이황이나 이이 등이 착실한 지식인을 키우려 했다면, 조식은 대장부를 키우려 했다.
☆ 율곡 이이(李珥)는 경기도 파주 출신으로, 서인을 실질적으로 창시하고 이끌었다. 동인은 이황과 조식의 제자들이 주축을 이루었다. 이에 대항해서 이이는 기대승의 이론을 그대로 받아들인다. 기대승의 사단이나 칠정 모두 기에서 발한다는 것을 받아들일 뿐만 아니라, 사물도 기에 의해서 만들어지면, 리가 그에 맞게 국한되어 부여된다는 리통기국(理通氣局) 이론을 주장한다. 이 역시 기 일원론이다.
그리고 이이에 따르면 리와 기는 공간적으로 서로 떨어지거나 붙음(離合)이 없고, 시간적으로 선후가 없다. 리(理)는 조리(條理; 당연의 법칙)으로 천지의 체(體)요, 기(氣)는 그 조리를 구체화하는 재료이니 천지의 용(用)이다. 그러므로 리(理)와 기(氣)는 둘이면서 하나요, 하나이면서도 둘이다. 이것이 리통기국(理通氣局)이다. 그리고 인심(人心)의 드러남(發)에 두 근원(源)이 없다. 기가 드러나면 리가 올라타는(氣發理乘기발리승) 하나의 길만 가능하다. 따라서 리와 기가 각각 서로 드러나는 호발(互發)을 할 수 없다. 리와 기의 이원론은 안 되고, 기 일원론만 가능하다. (이이의 이론을 '리기 일원론' 혹은 '리기 이원론적 일원론' '일원론적 이원론'이라 하는 것은 틀렸다. 리와 기는 두 개이고, 일원론은 하나이다. 2=1이라 하는 것이니 틀렸다. 또한 이이가 말한 바, '하나이며 둘이고, 둘이며 하나이다'라는 것도 '2=1'이라는 말이다.)
☆ 기대승을 지지하는 율곡 이이에 반대하여, 이황의 설을 지지하는 우계 성혼(成渾)이 편지를 보냈고, 두 사람은 인심(人心)과 도심(道心)에 대해서 논쟁하여, 마치 이황과 기대승과의 논쟁을 방불케 했다. 성혼은 주희의 《중용 장구》서문에 근거해서 인심-기, 도심-리에서 근원한다 했다. 이이는 주희를 반대하고, 인심이나 도심이나 기 하나에서 나온다 한다.
그 이이의 문인(門人)에 김장생(金長生)·)·조헌(趙憲)·정엽(鄭曄)·이귀(李貴)·황신(黃愼)·안방준(安邦俊) 등이 있다. 이이와 성혼의 친구였던 송익필(宋翼弼)은 예학(禮學)에 밝았다. 이이 이후 기 중심 이론을 예학 쪽으로 이끌었던 김장생은 송익필에게 배웠다. (사실 김장생은 이이에게 배운 것이 별로 없다.)
☆ 선조의 즉위로 사림파가 집권한다. 사림파는 이황과 조식의 제자들(유성룡 정인홍 등)이 주도적으로 가담한다. 이에 위기를 맞은 훈구 척신파는 이이를 중심으로 서인을 형성한다. 여기에 서경덕의 제자들이 대거 참여한다. 이리하여 선조 8년에는 동인과 서인의 붕당(朋黨)이 마침내 형성된다. 이황과 조식은 그 전에 죽었기 때문에 당파 싸움에 관여하지 않았다. 반면 이이는 벼슬살이 내내 당쟁의 한복판에 서서 동인과 싸웠다. 따라서 이황·조식·이이·서경덕의 교우와 문인이 학파를 형성했을 뿐만 아니라, 동시에 당파를 형성했다. 이들은 동시에 지역적으로 경상도와 경기·충청의 대립이었다. 이리 하여 '학연 혈연 지연'으로 뭉쳐진 조선의 붕당이 확립된다.다.
이리하여 뒤에 김장생·송시열(宋時烈)·권상하(權尙夏) 등은 이이의 후예로 모두 충청도(畿湖) 서인이었고, 김창협(金昌協) 등은 서울 지역 서인이었다. 경북의 이현일(李玄逸)·이상정(李象靖)·정경세(鄭經世) 등은 이황에게서 이어받아 모두 영남의 동인-남인이었다. 이황의 학파에서 장현광(張顯光), 이이의 학파에서 송준길(宋逡吉) 등이 각각 양파를 절충하려는 태도를 보인 것은 오히려 이례(異例)라고 할 것이다. 인조 쿠데타로 정권을 잡은 서인 계열에서, '사람과 사물의 본성이 같으냐 다르냐'(호락 논쟁) 등의 논쟁을 벌인다. 그러나 학문적으로 발전한 것은 거의 없다. 번쇄하고 무의미한 스콜라적 논쟁에 불과했다. 김장생 송시열 이후의 조선의 성리학은 아무런 발전도 없었다.
특히 이황의 학설은 일본의 야마자키를 위시한 일본 주자학파에 많은 영향을 주어 한국 성리학이 동양사상에 차지한 위치는 실로 중요한 것이었다. 유교는 원래 신상이나 성인의 상을 만들는 것을 금지하지 않았으나, 16세기 조선의 성리학은 유교의 가장 신성한 대상인 공자상(像)을 국가에 의해서 철거되도록 한다.

#### 이황 이후
그 후 유학은 진로를 바꾸어 예학 중심으로 변하여 예송(禮訟)문제를 자아냈고, 모화(募華)사상의 고취로 병자호란 때에 화(和)·전(戰) 양파로 갈려 삼학사(三學士)의 순절(殉節)을 야기한 반면, 유자의 거의 모두가 모화사상에 도취한 결과를 나타내었다. 더욱이 숙종·경종 연간에 당쟁이 격심한 시대로 들어서면서부터는 노(老)·소(少) 분쟁의 요인이 되는 회니문제(懷尼問題) 등 자못 폐단이 많았다. 그래서 공맹(孔孟)의 왕도정신에 입각하여 우리의 실정을 연구하고 이용후생(利用厚生)의 도를 강구하며 경국제민(經國濟民)의 술(術)에 힘쓰자는 실학파(實學派) 가 대두했다.

##### 인물성동이논쟁(人物性同異論爭)
사람의 본성(本性)과 금수(禽獸)의 본성, 즉 인성(人性)과 물성(物性)은 같은 것인가 다른 것인가를 문제로 하는 논쟁으로 호락논쟁이라고 부른다. 18세기 초엽 조선 유교계에서 일어난 논쟁으로, 일명 호락분파(胡洛分派)라고도 한다.
이간과 한원진 사이에 인물성동이의 문제를 가지고 서로 주장을 달리하여 발달한 논쟁은 점차 전 유교계의 쟁점으로 확대되었다.
이간은 말하기를,
| “ | 금수도 인류(人類)와 마찬가지로 오상(五常)의 성(性)을 다 가졌다 하여 인물성(人物性)이 서로 같다. | ” |

고 주장함에 대하여 한원진은 말하기를,
| “ | 대저 성(性)이라는 것은 다 기질(氣質)에 의하여 이름지은 것이니 성(性)은 곧 이(理)가 기(氣) 중에 타재(墮在)한 이후의 이름이다. 그러므로 금수가 어찌 사람과 더불어 그 전부를 동일히 할 수 있느냐? | ” |

고 하는 등 인물성이 같지 않다고 주장하여 이간의 설에 반대하였다. 이간은 다시 말하기를,
| “ | 인(人)과 물(物)이 다 같이 오행(五行)의 이(理)를 균수(均受)하였는데, 지금 그 기품(氣稟)을 논할 때에 편전분수(偏全分數)가 있다고 말하는 것은 가(可)하나 오상을 일(一)은 유(有)하고 일은 무(無)하다고 말하면 불가(不可)하다. 그러므로 금수가 다 같이 건순오상(健順五常)의 덕(德)을 품수(稟受)한 것이다. | ” |

이라고 주장하였다. 즉 이간은
| 人物之生 因各得其所賦之理 以爲健順五常之德 所謂性也 | \| “ \| 사람과 물건이 태어남에 각기 부여받은 이(理)를 얻음으로 인하여, 건순오상(健順五常)의 덕을 삼으니, 그것이 이른바 성(性)이라는 것이다. \| ” \| \| \| — 주자, <중용(中庸)>의 천명지위성장(天命之謂性章) \| \| |   |
| “                                                   | 사람과 물건이 태어남에 각기 부여받은 이(理)를 얻음으로 인하여, 건순오상(健順五常)의 덕을 삼으니, 그것이 이른바 성(性)이라는 것이다.                                                                               | ” |
|                                                     | — 주자, <중용(中庸)>의 천명지위성장(天命之謂性章) |   |

라 한 장구를 논거로 하여 '성즉리(性卽理)'라 주장하고,
| “ | 일체 만물이 천명(天命)을 균수하는 이상 그 본성은 인의예지의 덕을 다 같이 갖추었을 것이며, 다만 인물성(人物性)의 차이는 기질에 의할 뿐이다. | ” |

이라고 말하였다. 이에 대하여 한원진은 성(性)을 단순히 이(理)로만 보지 아니하고 일정한 기(氣)에 배합된 생물 각 종류의 서로 다른 특질로 보았다. 즉, 성은 어디까지나 태극과 같은 이(理)가 기(氣) 속에 섞인 뒤의 것이라고 보았다. 또한 인간을 이루는 기(氣)와 금수를 이루는 기에 차이가 있으며, 인간을 이루는 청명한 기에 속한 성(性)과 금수를 이루는 혼탁한 기에 속한 성이 같을 수 없다는 점을 지적한다. 따라서 인의예지와 같은 성은 인간만이 가지고 있는 성으로서 금수의 성과는 다른 오직 인간만의 '본연의 성'이라 단언하였다. 이와 같이 한원진은 기(氣)의 입장에 치중하여 인물성의 상이를 주장하고 이간은 이(理)의 입장에 치중하여 인물성의 상동(相同)을 주장하였다.
이때에 윤봉구(尹鳳九)·최징후(崔徵厚) 등은 한원진의 주장을 지지하고 이재(李縡)·박필주(朴弼周) 등은 이간의 주장에 찬동하였다. 이간의 설을 지지하는 이재·박필주 등의 집이 낙하(落下)에 있었으므로 그들의 이론을 낙론(洛論)이라 부르게 되었고, 한원진·윤봉구·최징후 등의 집이 호서(湖西)에 있었으므로 그들의 이론은 호론(湖論)이라 부르게 되었다. 이렇게 분립된 양론은 사칠이기설을 다투어 논하던 것과 마찬가지로 심성(心性)의 변(辨)을 말하는 자는 반드시 양론 중 한 쪽에 가담하였다. 그리하여 양파는 서로 파당을 지어 오래도록 논변을 계속하였다.

## 기본 사상

### 인(仁)의 사상
인(仁)은 유교사상의 최고 원리이다. 공자는 "인이라는 것은 사람이다(仁者人也)"라고 말하였다. 이때 '사람'은 개체실물(個體實物)을 지칭하고 인은 이 개체자가 본구(本具)한 덕성, 즉 인도(人道)를 말한다. 이 인도(人道)는 금수(禽獸)와 구별되는 인간의 본성으로 인간이 마땅히 걸어야 할 큰 길이다. 그래서 주자(朱子)는 인(仁)이란 "사람이 사람되는 까닭의 원리(人之所以爲人之理)"라고 말하였다. 유교에서는 인(仁)의 구체적인 내용으로 사랑을 들고 있다. 그래서 공자는 그의 제자 번지(樊遲)가 인에 관하여 물었을 때 "사람을 사랑하는 것(愛人)"이라 답변하였다. 인은 원리이고 사랑은 실천요목으로 이해된다.
윤리는 보편성을 띠어야 하므로 모든 인간에게 고루 적용되는 준칙이 요구된다. 이 준칙으로 공자는 서(恕)의 관념을 제기한다. 서(恕)는 자기를 미루어 다른 사람을 이해하는 것으로 적극·소극의 두 면이 있다. "자기가 원하지 않는 일을 다른 사람에게 베풀어서는 안된다(己所不欲勿施於人)"는 것은 소극적인 준칙이고 "자기가 자립코자 하듯이 다른 이를 일으켜 주고 자기가 이루고자 하듯이 다른 이가 이루게 도우라(己欲立而立人 己欲達而達人)"는 것은 적극적인 준칙이다.
이러한 서(恕)의 사상은 맹목적이 아니라 자기완성이 선행되어야 가능하다. 이 자기완성이 곧 충(忠)이다. 충이란 "자기의 성실성(誠實性)을 완전히 다하는 것(盡己之謂忠)"으로 윤리행위의 전제가 된다. 《대학》(大學)에서 충의 관념은 "격물(格物)·치지(致知)·성의(誠意)·정심(正心)"으로 서(恕)의 관념은 "제가(齊家)·치국(治國)·평천하(平天下)"로 구체화되었다. 그래서 자기인격 완성은 다른 이의 인격 완성과 뗄 수 없는 관계로 맺어지고 개별성의 원리가 보편성의 원리로 승화된다.

### 효제사상(孝悌思想)
효제관념은 유교의 근본이 되는 덕목(德目)으로서, 공자에 의하여 그 내용이 심화(深化)된 이래 동양사회에 막대한 영향을 주어왔다.
효도의 시작은 부모를 섬기는 데에서 출발하며 조상숭배, 천지(天地)숭배까지 거슬러 올라간다. 부모를 섬기는 까닭은 자신의 신체를 부모로부터 받았기 때문이며 이것은 부모의 부모인 먼 조상까지 이어져 마침내 만물을 낳은 천지를 섬기는 이유가 된다. 효도가 경천(敬天)사상과 결합하는 연유는 여기에 있다. 먼저 효도의 실천 장소는 혈연공동체인 가정이 중심이 된다. 핏줄이 맺어져 있는 곳에서 자식이 부모를, 아우가 형을 섬김으로써 인(仁)의 내용인 사랑(愛)을 경험할 수 있다. 이 경험을 확충하여 사랑으로 충만한 사회를 이룩하려는 것이 유교의 충서(忠恕)사상이다. 효제는 임금이나 사대부·백성의 가정 어디에서나 해당하는 덕목이다. 따라서 임금이 효제를 가지고 천하를 다스리며 백성이 따르고 백성이 효제를 가지고 임금을 섬기면 충성이 된다. 그래서 이 효제관념은 단순한 가정윤리의 의의(意義)를 넘어 사회규범으로서의 의의를 지니고 있다.
한국은 삼국시대부터 《논어》·《효경》을 필수교양으로 가장 중요시하였으며 《삼국유사》를 보더라도 불교설화가 많은 비중을 차지하고 있는 중에서도 효행에 관련된 일화가 점철되어 있음을 볼 때 그것이 얼마나 민간의 일상생활 속에 깊이 침투되어 있었는가를 알 수 있다. 고려말엽 권부(權傅)가 지은 《효행록》(孝行錄)은 효행설화의 최초의 집대성이다.
이러한 효의 사상은 조선사회에 들어와 지배층에까지 깊이 파고들어 상부층의 정치적 대립, 당쟁의 불씨로 파급되는 경우가 있었다. 그 첫째가 연산군의 갑자사화(甲子士禍)이다. 임금의 얼굴에 손톱자국을 냄으로써 폐위, 사사(賜死)된 생모를 연산군이 다시 복위시켜 종묘에 배사(配祀)하고자 하다가 신하들과의 마찰로 무참한 사화로 확대되었던 사실은 개인적인 효성과 대의명분의 대립이 하나의 원인이었던 것이다. 둘째로는 효종의 국상을 당하여 모후(母后) 조대비(趙大妃)의 복제를 문제삼아 서인측은 기년복을 주장하고, 남인측은 3년복의 주장으로 대립하다가, 효종비의 상에 다시 이 문제가 재연(再演)되어 남인측이 정권을 잡는 계기가 되었다. 효제관념은 이러한 폐해를 낳기도 하였지만 효자 효녀를 배출하고 가정의 화목을 촉진하였으며 사회의 질서를 유지시키는 데 크게 공헌한 것도 사실이다.

### 예(禮)의 사상
예(禮)에는, 설문해자(說文解字)에 의하면 "예(禮)는 실천함이다. 신(神)을 섬기어 복이 이르게 하는 바이다"는 뜻이다.

## 의식
유교의 종교적 성격과 특징은 유교의 의식, 즉 예제(禮制)를 통하여 가장 잘 나타나 있다. 유교가 한국에 수입된 역사도 매우 오래지만, 유교의식이 한국사회에 정착하는 데에도 오랜 세월이 걸렸으며, 따라서 한국의 고유한 민속 의식이 유교 의식 속에도 깊이 관련되어 있음을 알 필요가 있다.
유교의 예제는 그 시대에 따라 변할 수 있다는 것이 예법(禮法)의 본래적 성격으로 규정되어 있으며, 다만 그 시대의 예제는 유교의 본질적 정신을 담고 전달하여야 하는 데에서 유교적 의미를 갖는 것이다. 유교적 예제가 가장 먼저 정착된 것은 중국의 주(周)나라 때로서, 후세 유교의 전거가 되었으며, 조선시대에는 주자가례(朱子家禮)와 더불어 주례(周禮)로 유교예제의 근간으로 삼아왔다.
유교예제는 길례(吉禮), 즉 제례(祭禮)와 흉례(凶禮), 즉 상례(喪禮)와 군(軍)·빈(貧)·가(嘉)의 5례(禮)로 구분된다.  이중 특히 일상생활과 관계가 깊고 종교적 성격을 강하게 갖고 있는 것은 제례와 상례이다. 유교의 특징은 그 사상에 있어서나 의식에 있어서 세속적인 면과 신성한 면의 구분을 강조하는 것이 아니라 일관성을 추구하며, 의식도 사회조직과 긴밀하게 결합되어 있는 것이라 하겠다.
제례의 기본 구조는 제사의 대상·시기·장소·절차 및 참례자로 분석될 수 있다.  하늘은 주재(主宰)로서 '상제(上帝)'라 부르고 형체로서 '천(天)'이라 이해하기도 하는데, 유교의 궁극적이고 초월적인 지상신(至上神)이다. 이 하늘에 제사지내는 곳을 원구라고 하는데 동지(冬至)에 교외의 들판에서 깨끗한 자리를 정하여 제사를 지낸다. 원구는 주례에 천자(天子)만이 제사하는 것으로 규정되어 있으므로 조선 때에는 군왕(君王)이 제사를 드리기도 하였으나 공식화되지는 못하였던 것이다.  사직(社稷)은 토지신인 사(社)와 곡물신인 직(稷)에 제사지내는 곳으로, 왕실의 조묘(祖廟)인 종묘(宗廟) 및 공자를 비롯한 중국과 한국의 성현(聖賢)에 제사하는 문묘(文廟)와 더불어 유교체제를 기반으로 한 조선사회에 세 가지의 기본적인 신전(神殿)이라고 하겠다.  국토의 안전과 국민의 생활근본인 농사의 풍작을 기원하는 대상인 사직은, 지방적 형태로 산천(山川)·성황(城隍)이 있다. 또 국가의 종묘나 개인의 가묘(家廟)는 조상신에 제사드림으로써 생명의 근본에 보답하는 의무를 수행할 뿐만 아니라 동일혈족의 결속을 도모하는 중심이 되었다.
군왕이 직접 헌관(獻官)이 되기도 하는 문묘는 중앙의 성균관(成均館)과 지방의 향교(鄕校)에 설치되어 있는데 이곳은 유림(儒林) 계층의 중심 조직으로서 유교정신을 밝혀 후세에 교화를 남긴 선사(先師)를 존숭함으로써 사회에 정신적 지도력을 발휘하는 역할을 담당하였던 것이다.  사직이나 산천·성황 등은 그 지역 최고 관료가 제관(祭官)이 되고, 종묘는 군왕이 제관이 된다. 또 가묘는 종가(宗家)에 설치되어 그 종자(宗子)가 제주(祭主)가 되었다. 제사의 시기도 제사 대상에 따라 엄격히 규정되어 있으나 대체로 4계절의 자연적 순환을 중시한 시제(時祭)가 행해졌는데, 납일(臘日) 이나 동지(冬至)는 한해를 끝맺는 뜻으로 태양을 중심으로 한 것이나 삭망(朔望) 은 달을 중심으로 한 제일(祭日)이었다.
제사의 절차에는 제기(祭器)와 제수(祭需)의 선택·배열 헌작(獻酌)과 재배(再拜) 등 절차상의 세분화(細分化)된 규정이 있다.  무엇보다도 제관의 경건한 마음 상태가 중요시되며, 경우에 따라서 차이가 있으나 큰 제사에는 여색(女色)을 가까이 하지 않을 뿐 아니라 조상(弔喪)도 않는 4일간의 산재(散齋)와 사자(死者)가 거처하던 곳이나 사자에 대한 이야기나 기호 등을 생각하고 지내는 3일간의 치재(致齋)를 합하여 7일간의 재계(齋戒)가 지켜졌다.  상례(喪禮)는 임종(臨終) 때에 신체를 정침(正寢)에 옮겨 놓으며, 절명하면 시체를 가리는 데서 시작한다. 곡(哭)을 하고, 초혼(招魂)·염습(殮襲)·성복(成服) 등의 절차가 있은 후 입관(入棺)하여 상여(喪輿)에 실려 나갈 때까지 신분에 따라 3일에서 5개월이라는 기간의 차이가 있다. 산역(山役)을 하는 데도 개토제(開土祭)에서 시작하여 법식에 따라 광(壙)을 파고 하관(下棺) 후에 성분(成墳)할 때까지 절차마다 향을 피우고 술을 올리며 축(祝)을 읽는 예절이 있으며, 집에 돌아와 반혼례(返魂禮)를 함으로써 장례(葬禮)를 마친다.
그러나 상례의 절차는 삼우(三虞)·졸곡(卒哭)·소상(小祥)·대상(大祥)의 순서가 있어서 만 2년 후 대상을 마치고 신주(神主)를 조상의 사당(祠堂)에 모시는 제사인 부제를 마치면서 흉례인 상례가 끝나고 길례인 제례가 시작된다. 또한 사자(死者)와의 관계, 즉 촌수의 멀고 가까움에 따라 상복을 입는 기간이나 상복의 종류가 달라 오복제(五服制)의 체계가 규정되어 있다. 이러한 상례의 복잡하고 엄격한 절차는 유교의 '죽음에 대한 경건함'을 잘 나타내고 있으며, 제례와 상례에서 죽은 후 영혼의 존재 여부에 대한 유교적 입장이 명백하게 드러나고 있음을 볼 수 있는 것이라 하겠다.
유교의 조직 내지 사회제도는 유교의식과 직결되어 표리 관계를 이루고 있음을 보게 된다. 모든 유교의식이 유교의 조직구조에 따라 세분화된 규정이 있는 것은 예제의 본래적 성격이라 할 수 있다.  유교가 형성되고 조직화되었던 중국의 전통사회나 이를 받아들여 체계화시킨 한국사회는 그 조직의 기본구조나 봉건계급과 종법(宗法)제도에서 해명되어야 할 것이다. 따라서 천자·제후·대부(大夫)·사(士)·서인(庶人)의 봉건제도계급에 따라 제사 대상과 절차가 엄격히 구분되고, 계급에 해당하지 않는 제사는 음사(淫祀)로 비판을 받게 되었던 것이다. 그러나 조선사회는 주(周)의 봉건제도와 꼭 일치하지는 않는 관료적 군주제도이므로 조상에 대한 제사도 서인까지 4대(代) 봉사(奉祀)를 하였고, 사직을 비롯한 국가의 제사와 가묘의 가족제사가 2개의 핵심으로서 지역사회를 중심으로 한 지식계급의 문묘 및 서원(書院)의 제사와 더불어 정족(鼎足)을 이루었었다.  또한 종법에 따르는 종자의 제사권은 대가족제도의 질서를 유지하고 친목을 이루는 기초이며, 유교적 예제가 조직의 질서를 확보하는 데 매우 효율적인 기능을 발휘하고 있음을 보여 주고 있는 것이다.

## 조직
유교의 예를 실현할 수 있는 공동체의 모임이면 어디나 조직이 있다. 그것은 크게 보아 정치적 공동체인 국가 조직으로부터 혈연적 공동체인 가정에 이르기까지 다양하다. 유교의 이념이 '수신제가치평국(修身齊家治平國)'인만큼 국가로서 필요한 조직의 운영·의식·교육이 있으며 가정으로서 필요한 조직이 있다.
국가의 이런 기능의 최고기관은 예조(禮曹)이다.  예조는 그안에 통례원(通禮院)·봉상사(奉常寺)·예빈사(禮賓寺)·소격서(昭格署)·종묘서(宗廟署)·사직서(社稷署)·전생서(典牲署)·귀후서(歸厚署)·각전(各殿)·각능전(各陵殿) 등을 두어 국례제례에 필요한 모든 의식과 운영을 관할하며, 홍문관(弘文館)·성균관(成均館)·춘추관(春秋館)·승문원(承文院)·교서관(校書館)·세자시강원(世子侍講院)·종학(宗學)·도화서(圖畵署)·사학(四學) 등에서는 유교에 필요한 서적 간행과 역사기록·교육실시의 임무를 맡는다. 물론 예조의 이러한 기능은 의정부(議政府)나 다른 부처(部處)와의 긴밀한 관계를 가지면서 업무를 수행한다. 그리고 지방관청에는 중앙관청의 축소형으로서 예조에 해당하는 예방(禮房)을 두었는데 이는 아전(衙前) 관료층의 소관이었다. 이러한 관료적 조직 이외에 일반 민간의 조직으로는 서원·정사(精舍) 등을 중심으로 교육기관 단체와 향소(鄕所)·향약(鄕約) 등의 지방 자치단체가 활동하였다. 또한 이같은 조직체에서 뛰어난 인재를 발탁하고 등용하는 방법으로 과거제도는 필요 불가결한 것이었다.

## 유교 사상의 공과
유교가 대한민국의 국가발전과 문화향상에 이바지한 공헌으로서는 흔히 다음 몇 가지가 지적되고 있다.
1. 정치제도면에 있서 삼국시대에는 부족연맹국가를 봉건군주국가로 체제전환을 시키는 데 있어서 이론적 뒷받침을 하였고, 고려를 거쳐 조선에 이르러는 한층 강력한 중앙집권의 군주국가·관료국가 체제를 완성시켰으며, 과거제도를 채택하여 인재 등용의 기준을 삼으면서부터 더욱 전형적인 유교국가의 형태를 갖추어 국가와 국민을 유교화시키는 데 더욱 박차를 가하게 되었다.
2. 사상면에 있어서 유교는 국민의 윤리·도덕의식을 함양·계발함에 지대한 공헌을 하였다. 이른바 오륜(五倫)은 가정생활·사회생활·국가생활에 있어서 기본 윤리가 되었다. 충(忠)·효(孝)·절(節)·의(義)의 사상은 널리 국민 일반에게 보편화되어 가정과 국가를 유지해 가는 정신적 지주(支柱)였으며, 예의·염치를 존중하고 '군자'·'소인'의 구별을 중히 여기어 군자 되기를 힘쓰고 소인됨을 부끄러워하는 윤리의식은 드디어 외국인으로부터 '동방예의지국'이란 평을 받게까지 되었다.
3. 특히 조선에 있어서의 송학(宋學), 그중에서도 정주학(程朱學)들이 정치를 담당하고 부패·부정의 세력들과 싸우다가 도리어 부정세력에 희생되는 이른바 사화(士禍)도 종종 생겼으나, 그들이 남긴 도의정신은 역사상 영원히 빛나고 있다. 비록 정치에는 실패하였지만 그들이 보여준 정의와 진리를 위한 불굴의 정신은 드디어 사림(士林)을 통하여 서원(書院)의 발생을 보게 되었다. 뒷날 서원은 여러 가지 폐단을 내었지만, 서원의 당초 창설은 원래 도의를 위하여 순신(殉身)한 선현(先賢) 또는 그 유공자를 추모하기 위한 것이었다.
4. 조선의 사화와 당쟁은 유학자들을 산림(山林) 속으로 몰아넣어 현실정치와는 거리를 두는 이론유학(理論儒學)을 발전시키는 결과를 가져오게 되었다. 이른바 심성(心性)·이기(理氣)의 토론, 인물성동이(人物性同異)의 변론 같은 것은 중국의 성리학(性理學)을 능가할 정도였고, 그 영향은 일본에까지 파급되어 일본에 퇴계학파가 생길 정도였다.

한편 임진왜란 이후로는 국내 정세의 변화에 따라 유학이 자기반성을 하기 시작하여 철학, 형이상학적인 이론유학으로부터 현실의 정치·경제·사회문제로 관심을 돌리면서 새로운 경향의 유학인 실학(實學)을 탄생시켰다. 유학은 원래 내외(內外) 양면이 있다. 수기(修己)와 정덕(正德)은 내적(內的)인 면이요 치인(治人)·이용후생(利用厚生)은 외적인 면이다. 임진왜란 이전의 성리학은 '수기'·'정덕'면의 이론과 실천에 치중했고 그 후의 실학은 '치인'·'이용후생'면의 이론(그 경륜과 실행의 구체적 방법의 제시)에 힘썼다. 따라서 대한민국의 역사·지리와 문물 제도에 관한 검토·비판이 이루어지면서 유학은 한층 더 한국화·토착화된 유학으로 발전하였고, 청국(淸國)을 통한 서구 문물의 수입에 따라 '북학(北學)'·'서학(西學)'에까지 관심을 넓히게 되었다.
그러나 이와 동시에 유교는 한국의 역사발전에 많은 폐단도 드러냈다.
1. 너무 예의에 집착된 결과로서 관혼상제의 '번문욕례(繁文縟禮)'가 심하였고 따라서 형식적인 것에 구애되고 체면차리기에 급급하여 내심의 성실성을 잃어버리는 폐단이 생겼다.
2. '사·농·공·상'이라 하여 '사(士)'의 신분을 지나치게 강조한 결과 '반(班)·상(常)'의 구별이 생겨 소위 양반계급은 하나의 특권계급으로서 상민을 천시하며 노력을 착취하여 국민간의 적대의식을 조장하고 노동을 싫어하며 학문을 하나의 행세거리로 삼으면서 유교의 이름을 팔아 국민을 기만하는 무리들이 많았다.
3. 도학이 인간의 덕성 함양에 지나치게 치중한 결과 소위 "덕은 근본이요 재물은 말단이다(德者本也 財者末也)"라는 관념이 '사(士)' 계급에서 굳어져 물질적인 생산산업, 이익을 도모하는 상공업 같은 것을 천시하고, 그런 기술도 배우려 하지 않았기 때문에 농업 이외의 생업, 즉 상공업이 발달할 수 없었고 과학기술도 발전시킬 수 없었다.
4. 유교 경전을 존중함에 따라 그것도 습득하기 위한 수단으로서의 한문(漢文) 학습에 지나치게 몰두한 결과 자기의 문자(한글) 사용을 등한히 하여 민족적 문학·예술의 발전을 지연시켰고, 경전의 교훈을 무조건 맹목적으로 고수하려는 행세 위주의 '양반 유학자'들이 증가되어 감에 따라 시(時)와 세(勢)를 가리지 못하고 시중(時中)을 맞추지 못하는 보수·완고의 사고방식과 행동방식이 유교의 특유한 성격처럼 되었다. 유교에는 영원불변의 진리를 내포한 본질면이 있고 그것을 응용함에 있어서 시대와 사회에 따라 생기는 말단적인 폐단도 있다.

## 같이 보기
- 유교
- 사단칠정론
- 성균관
- 향교

## 참고 문헌
- 장지연의 조선유교연원 (1922)
- 다카하시 도루의 조선 유학사에 있어서 주리파 주기파의 발달 (1929)
- 현상윤의 조선유학사 (1949)
- 배종호의 한국유학사 (1974)
- 이병도의 한국유학사 (1987)